# 소담동도서관
소담동도서관은 세종특별자치시에 있는 시립 도서관이다.

## 연혁
- 2018년 9월 : 소담동 도서관 설치 공사
- 2018년 12월 : 소담동도서관 개관.

## 조직

### 시설 안내
- 지하1층 : 지하주차장, 기계실, 전기실
- 4층 : 어린이자료실, 유아자료실, 영어자료실, 시청각실
- 5층 : 종합자료실, 일반열람실